# Velefique
Velefique est une commune de la province d'Almería, Andalousie, en Espagne.

## Géographie

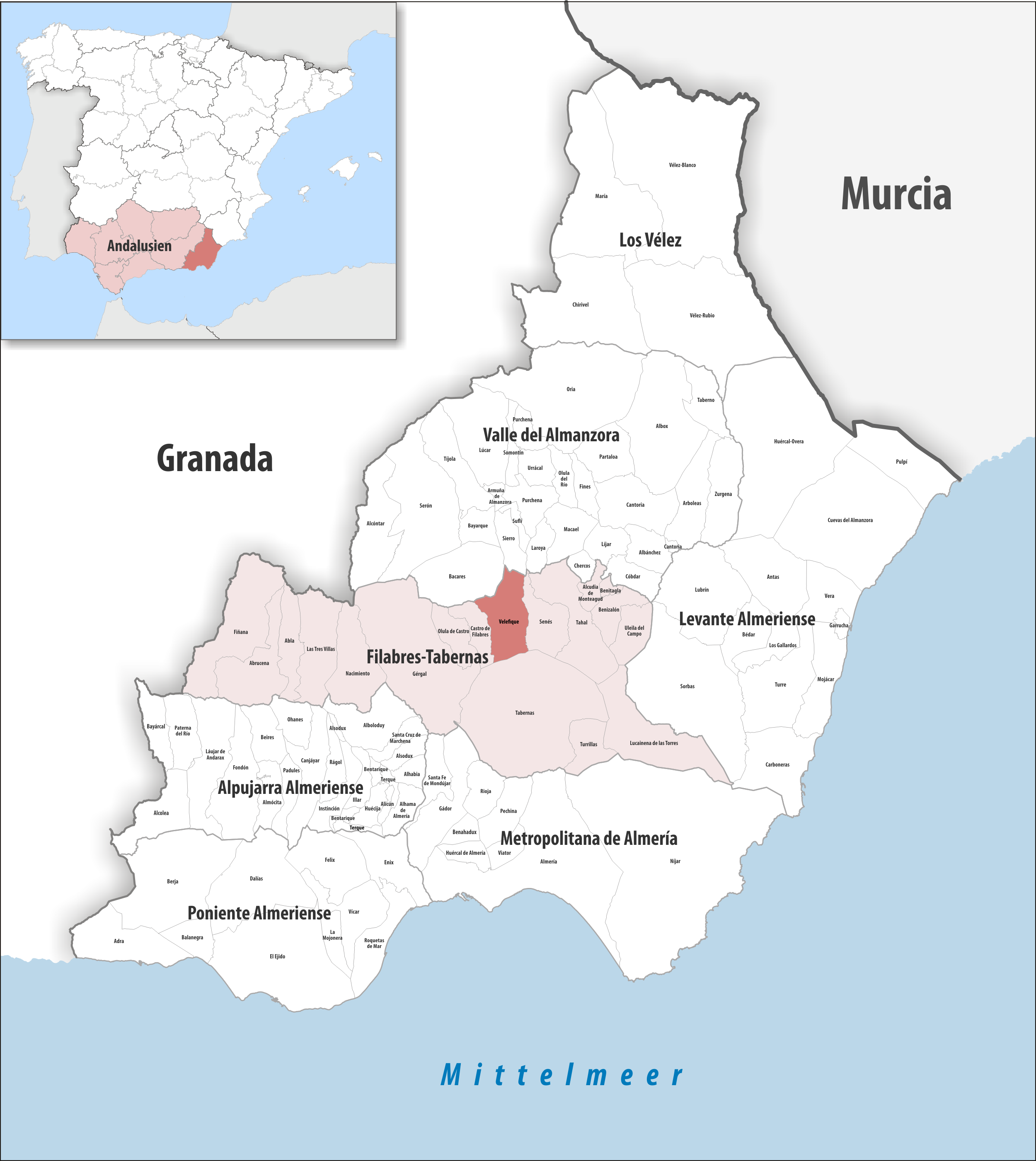
Velefique dans la comarque Filabres-Tabernas, province d'Almería / en Andalousie

### Localisation
La commune de Castro de Filabres se trouve dans le sud-est de l'Espagne, vers le centre-ouest de la province d'Almería et vers le centre-nord-est de la comarque Filabres-Tabernas.
Tabernas (chef-lieu de la comarque) est à 19 km sud ;
Almería à 48 km sud ;
Madrid à 543 km nord-nord-ouest ;
Gibraltar à 389 km ouest-sud-ouest (distances par route).

### Généralités
Velefique se situe entre les montagnes.  
l'Alto de Velefique atteint 1 820 m d'altitude, mais l'altitude la plus élevée semble être 1 942 m à la limite de commune avec Bacares au nord-ouest.
En 2009, le Tour d'Espagne est arrivé à l'Alto de Velefique à la 12e étape.

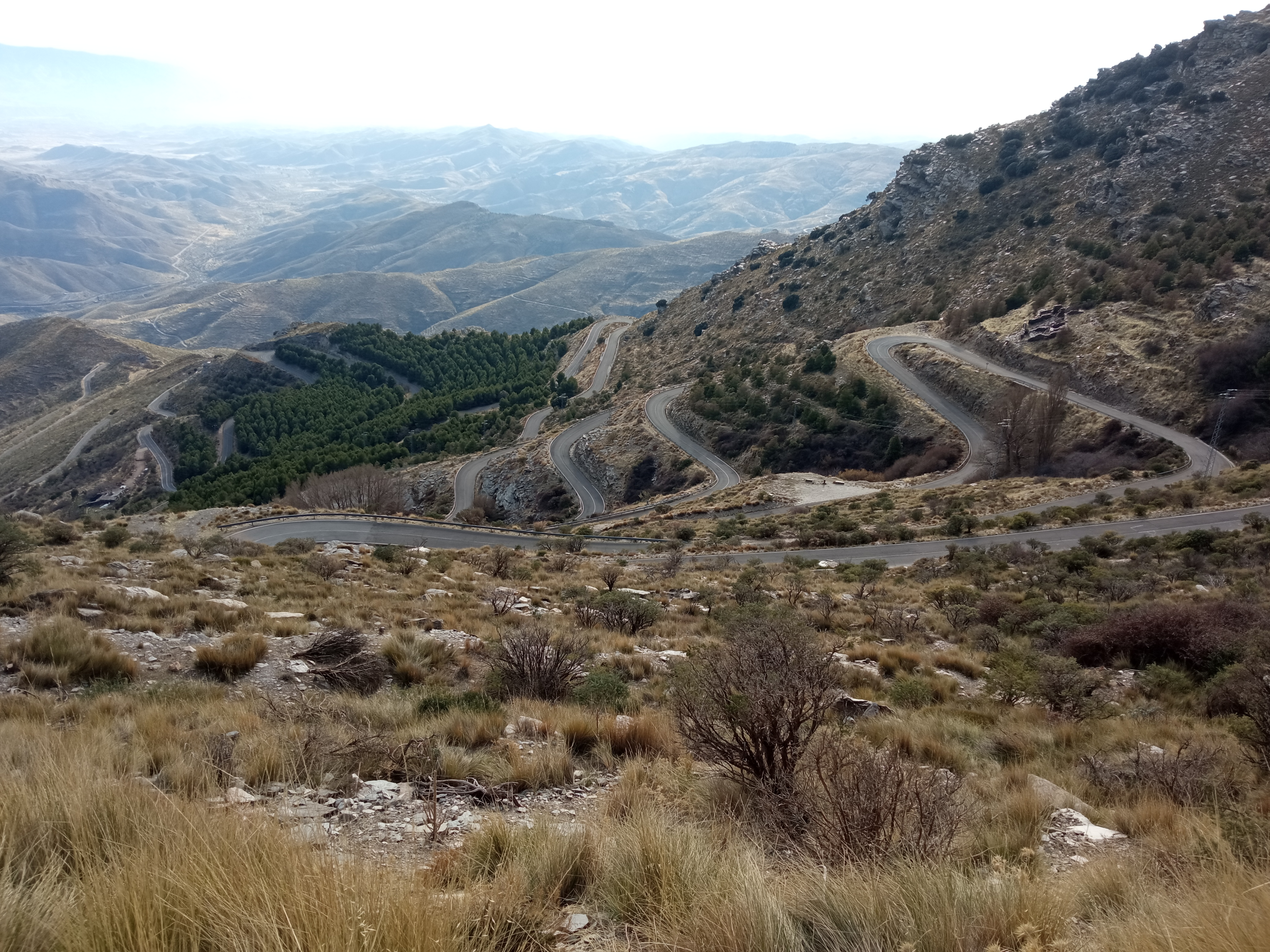
L'Alto de Velefique
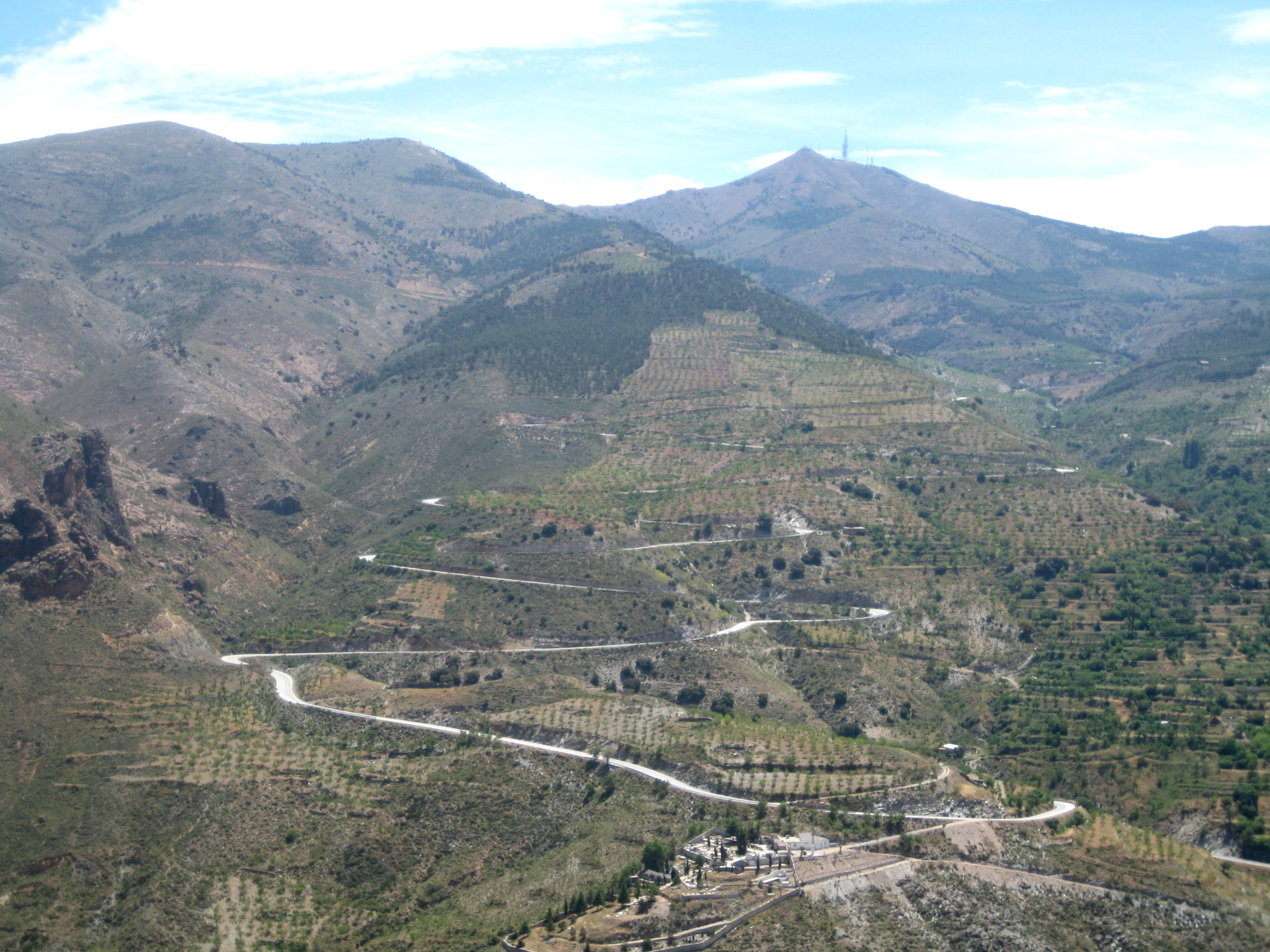
La montée de Bacares à Velefique
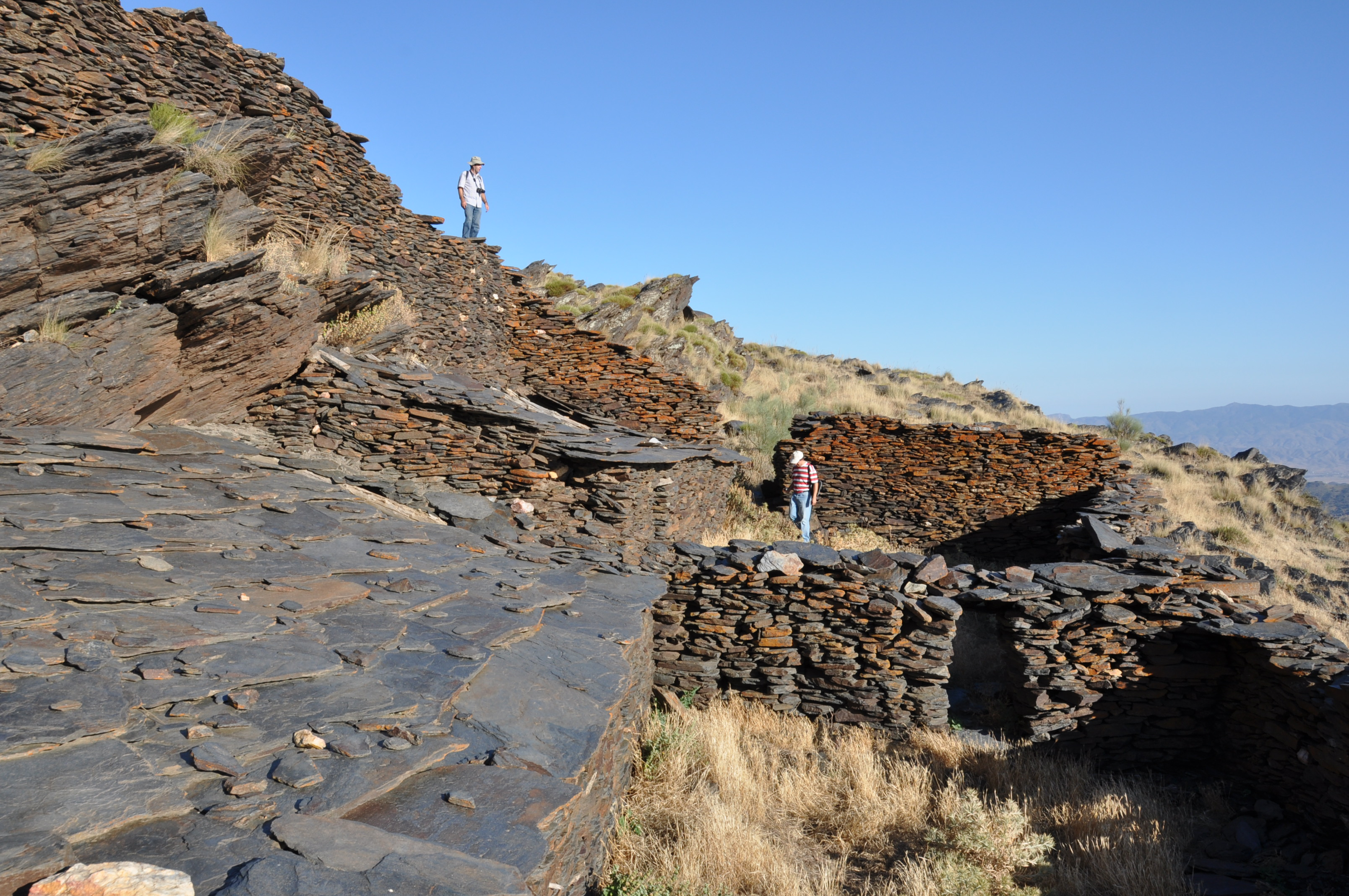
Structures en pierre sèche
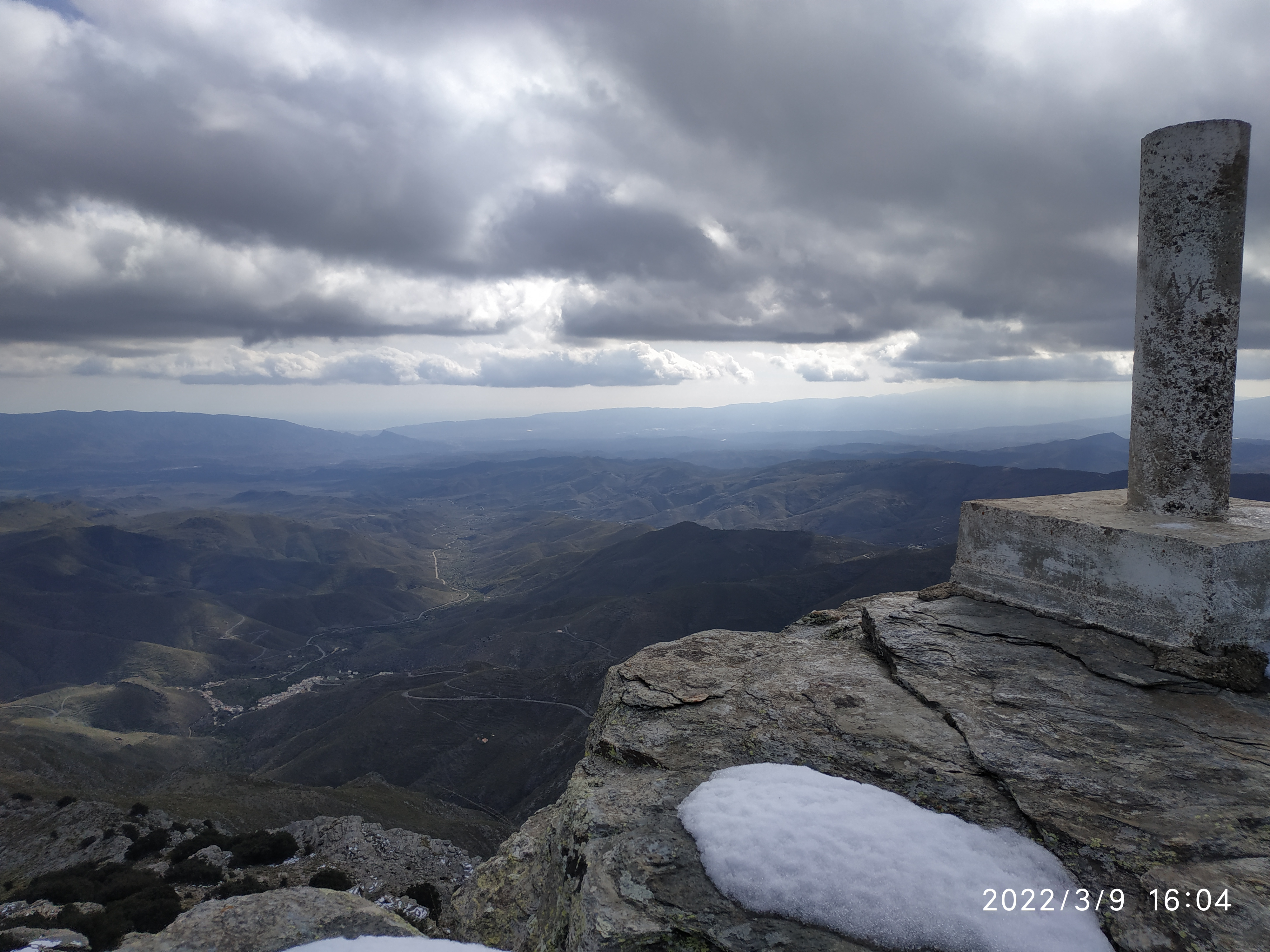
Point géodésique au Portillo

## Histoire
Au VIIIe siècle, un groupe de Berbères très romanisés et de religion chrétienne, sous les ordres de la reine La Kahima, arriva dans cette contrée. La cohabitation des Mozarabes sur le territoire d'Al-Andalus (Andalousie musulmane) était bien souvent difficile, c'est pourquoi, après une invasion du roi Alphonse le Batailleur en 1125, nombre d'entre eux partirent avec lui pour repeupler la Vallée de l'Èbre. À la fin du Xe siècle un groupe de « jarichíes », secte persécutée à Cordoue, se réfugia à Velefique.[réf. nécessaire]

Pendant la période d'Al-Andalus, Velefique fut une terre de grands hommes, tels qu'Abu Ishaq, l'un des grands santons musulmans de l'époque. On pense également qu'Abul Barakat y naquit en 1264 ; il fut cadi (juge musulman) de Marbella, Estepona, Malaga et Almería, avant de devenir grand cadi de Grenade.[réf. nécessaire]

Le village fut conquis en 1483 par Isabelle la Catholique. Les Rois Catholiques cédèrent Velefique en 1490 à don Juan Téllez Girón, Comte d'Ureña, qui le vendit à don Alonso de Cárdenas, Comte de la Puebla del Maestre.
Tout d'abord, la révolte mauresque de 1568 n'affecta pas cette contrée, mais un groupe de Maures venus de Las Alpujarras, alliés à ceux de Gérgal, incitèrent le village à se révolter. Le conflit étouffé par Jean d'Autriche en 1570, 70 Maures de Velefique furent arrêtés et réduits en esclavage. Certains furent vendus dans des enchères publiques à Vera, Mojácar et Lorca. Les autres, 120 au total, furent emmenés à Cuenca et Albacete. Quelques années plus tard, le village fut repeuplé par 28 chrétiens de souche venant de l'extérieur du royaume de Grenade.[réf. nécessaire]

La population augmenta lentement au cours des XVIIe et XVIIIe siècles. L'activité principale était toujours l'agriculture ainsi que les métiers autour de la fabrication de la soie.[réf. nécessaire] Le cadastre du milieu du XVIIIe siècle (Catastro de Ensenada) indique que Velefique comptait alors 363 habitants.[Où ?] Cette croissance continua au cours du XIXe siècle, pour atteindre une population de 1174 habitants. Cependant, le XXe siècle est marqué par une diminution progressive de la population, et ce jusqu'à aujourd'hui. Actuellement le village envisage d'entreprendre un ambitieux programme concernant le tourisme rural sur lequel il mise pour l'avenir.[réf. nécessaire]

## Économie
Vin de pays Desierto de Almería
Elle fait partie de la zone couverte par l'appellation « vin de pays » (es) (Vino de la Tierra) Desierto de Almería (es),
une indication géographique réglementée en 2003. 14 communes en font partie, toutes dans la province d'Almería : 
Alcudia de Monteagud, 
Benitagla,
Benizalón, 
Castro de Filabres, 
Lubrín, 
Lucainena de las Torres, 
Olula de Castro, 
Senés, 
Sorbas, 
Tabernas, 
Tahal, 
Turrillas, 
Uleila del Campo,
Velefique.